# Bazilika Marije, Božje Matere, Sveta Gora
Bazilika Kraljice Svetogorske, na Sveti Gori pri Novi Gorici je bazilika ter podružnična cerkev Župnije Solkan. Služi tudi kot samostanska cerkev Frančiškanskega samostana Sveta Gora. V okviru samostana deluje Duhovno izobraževalno središče TAU, ki ponuja možnost za duhovne vaje in pomoč družinam, zakoncem in mladim v stiski. Bazilika je ena najpomembnejših božjepotnih krajev v Sloveniji.

## Zgodovina

### Prvotna cerkev
O prvotni cerkvi je ohranjena darilna listina, s katero je goriški grof Majnhard dne 19. maja 1368 podaril nekemu podložniku zemljišče pod goro Naše Gospe pri Solkanu. Listino hrani Dunajski državni arhiv. Druga listina nosi datum 14. avgust 1376 in sporoča, da je Ulrik iz Germogliana zapustil cerkvi svete Marije na gori blizu Gorice srebrn kelih. To Marijino svetišče so leta 1496 porušili Turki.

### Marijino prikazanje in druga cerkev
Z nastankom druge cerkve in tudi romarske poti se je med ljudmi ohranila naslednja zgodba. Leta 1539 se je dvanajstletni pastrici Urški Ferligoj iz Grgarja, ki je na Skalnici pasla ovce, prikazala Marija z Jezusom  in ji naročila: "Povej ljudstvu, naj mi tukaj hišo zida in me milosti prosi." Preprosti ljudje so Urškini zgodbi hitro verjeli, predstavniki oblasti pa ne, zato so jo zaprli v ječo. Med starimi Solkanci je bilo še pred kratkim živo izročilo, da je bila Urška zaprta v stari graščini imenovani Palač. Urško je po izročilu Marija trikrat čudežno rešila iz ječe in že dve leti po prikazovanju so začeli na Skalnici zidati novo cerkev. Cerkev je bila posvečena 12. oktobra 1544. Tega leta je oglejski patriarh Marino Grimani podaril cerkvi njeno največjo umetnino, slavno Marijino podobo. Od leta 1565 so cerkev upravljali frančiškani. Tudi cerkev, ki so jo zgradili po Urškinem naročilu, je čakala težka usoda: na ukaz cesarja Jožefa II., ki je imel ljudsko pobožnost za vraževerje, so jo leta 1785/86 oplenili in skoraj do tal porušili. Za silo so jo obnovili osem let pozneje - takrat se je vanjov tudi lahko vrnila slavna Marijina podoba imenovana Svetogorska Kraljica. Cerkev je bila povzdignjena v baziliko 16. novembra 1906. Med prvo svetovno vojno so Svetogorsko Kraljico prenesli v Ljubljano. Leta 1915 so baziliko uničile italijanske granate.

### Današnja bazilika
V letih 1920 - 1932 so na istem mestu postavili novo veličastno baziliko, ki ima na pročelju napis Ego autem steti in montem sicut prius (Jaz pa sem stala na gori kakor prej). V njej so pokopani Jakob Missia (ljubljanski škof, goriški nadškof in kardinal; pokopan pod oltarjem sv. Mihaela), Frančišek Borgia Sedej (goriški knezo-nadškof; pokopan v kripti za glavnim oltarjem), Mihael Toroš (apostolski administrator škofij Poreč-Pulj, Gorica (del) ter Trst-Koper (del); pokopan v kripti za glavnim oltarjem) ter Metod Pirih (koprski škof; pokopan v kripti za glavnim oltarjem).